# Ficus insipida
Ficus insipida är en mullbärsväxtart. Ficus insipida ingår i släktet fikonsläktet, och familjen mullbärsväxter.

## Underarter
Arten delas in i följande underarter:
- F. i. insipida
- F. i. radulina
- F. i. scabra
- F. i. segoviae

## Bildgalleri

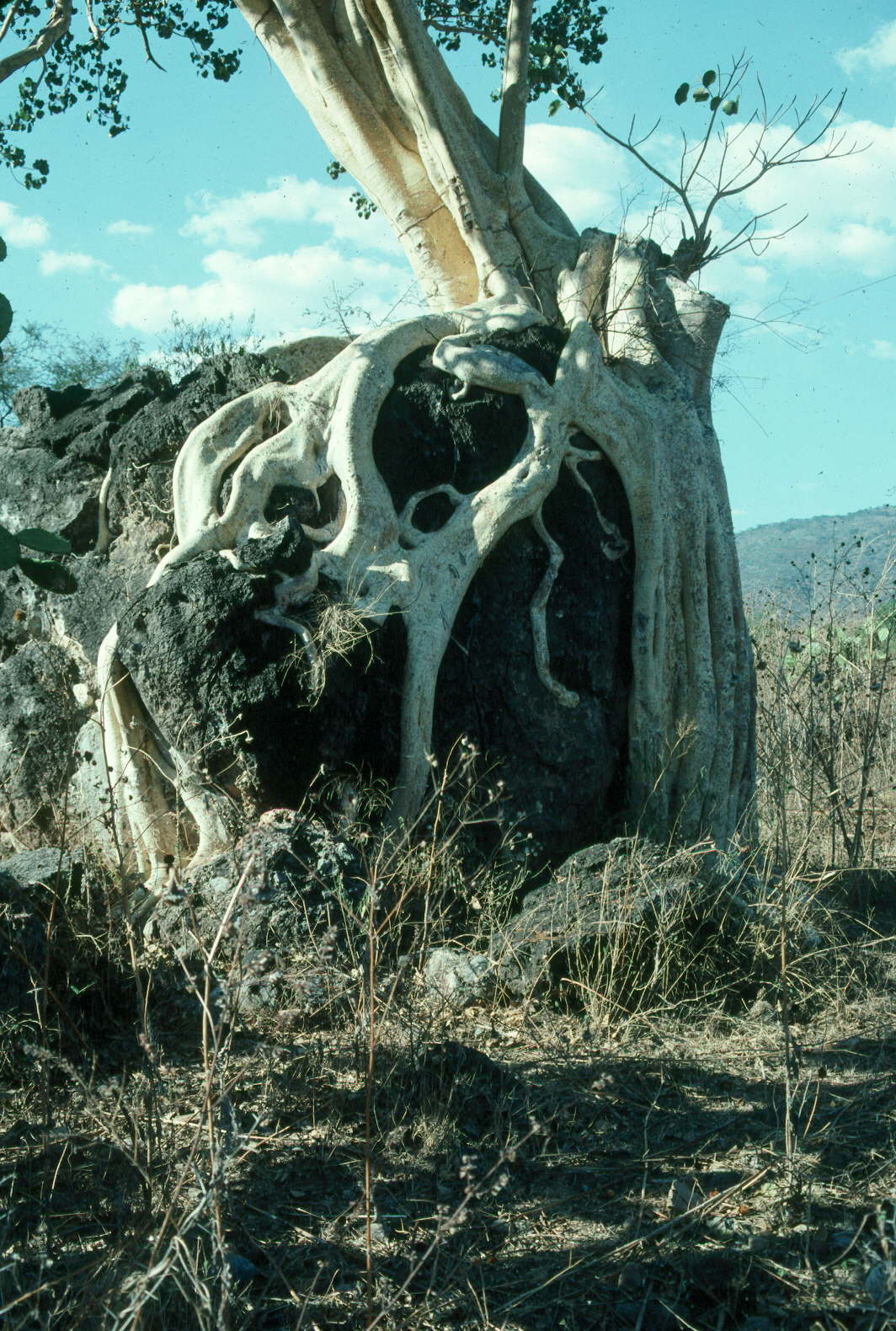